# Фикоэритробилин
Фикоэритробили́н — красный фикобилин или, иными словами, открытый тетрапиррольный хромофор, обнаруженный в цианобактериях, хлоропластах глаукофитов, красных водорослей и некоторых криптомонад. Фикоэритробилин представлен в виде фикобилипротеина фикоэритрина, в котором является терминальным приёмником энергии. Количество фикоэритробилина серьёзно варьирует в зависимости от состояния организма. У некоторых красных водорослей и океанических цианобактерий фикоэритробилин также представлен в виде фикоцианина, позже названного R-фикоцианином. Как и все фикобилины, фикоэритробилин ковалентно связан с белками тиоидной связью.